# Komuna e Kutallit
Komuna e Kutallit är en kommundel och tidigare kommun i Albanien.   Den ligger i prefekturen Qarku i Beratit, i den centrala delen av landet, 60 km söder om huvudstaden Tirana.
Trakten runt Komuna e Kutallit består till största delen av jordbruksmark.  Runt Komuna e Kutallit är det ganska tätbefolkat, med 160 invånare per kvadratkilometer.